# Caisse mutuelle de prévoyance sociale
La Caisse Mutuelle de Prévoyance Sociale  en abrégé CMPS est une caisse, Structure publique  du Ministère du Travail et de la Fonction Publique. À sa tête se trouve Zinsalo Nicolas D. Stanislas qui est l'actuel directeur général,.

## Mission
Placée sous la tutelle  ministère de la sécurité sociale, elle a pour mission  d'étendre la protection sociale aux travailleurs de l'économie informelle et à leurs familles en gérant les prestations liées à la maladie et à la vieillesse,.

## Attributions
Dans l'intérêt des travailleurs de l'économie informelle et de leurs bénéficiaires, l'objectif est de mettre en place des mesures de prévoyance, d'entraide et de solidarité pour prévenir les risques sociaux personnels et réparer leurs conséquences. Cette initiative comprend la prise en charge, conformément aux règles internes, d'une partie des dépenses de santé de ses bénéficiaires dans des établissements de santé en relation contractuelle. De plus, elle prévoit le versement d'une somme aux adhérents ou à leurs bénéficiaires pour les prestations de vieillesse, d'invalidité ou de décès, selon les modalités fixées par les règlements internes. L'objectif est également d'encourager un grand nombre de travailleurs de l'économie informelle à adhérer individuellement ou en groupe à travers des associations professionnelles, des Groupements d'Intérêt Économique (GIE), des groupes d'entraide ou de tontine, des associations de développement, des ONG, des PME, des institutions de microfinance (IMF) ou des groupements de producteurs, entre autres. Une stratégie de communication, d'information et de sensibilisation sera mise en œuvre pour favoriser une adhésion massive des travailleurs de l'économie informelle.
De plus, l'organisation émettra des avis sur les projets de textes législatifs et réglementaires concernant la protection sociale des travailleurs de l'économie informelle, ainsi que sur toute autre question relative à ce sujet, qui lui sera soumise par les pouvoirs publics,.

## Organisation et Fonctionnement
Les différents organes gouvernent la CMPS:
Un Conseil d'Administration qui joue un rôle décisionnaire au sein de la CMPS et dispose de pouvoirs étendus pour agir au nom de l'organisation, autoriser des actes ou des opérations liés à son objet social, ainsi que délibérer sur tous les aspects liés au fonctionnement de la Caisse. Il est chargé de,:
- Examiner et valider la politique générale de la CMPS en conformité avec les orientations et les objectifs établis par le Gouvernement concernant la protection sociale des travailleurs, ainsi que son plan d'action.
- Voter en faveur du budget proposé par la Direction Générale
- Adopter le règlement intérieur de la Caisse
- Émettre des avis sur tous les projets et programmes soumis à la CMPS
- Approuver les rapports d'activités présentés par le Directeur Général.
- Approuver les rapports trimestriels et annuels établis par le commissaire aux comptes.
- Examiner et adopter l'étude prévisionnelle qui détaille les perspectives d'activités de la CMPS
- Approuver les contrats, conventions et emprunts proposés par le Directeur Général, ayant un impact sur le budget.

## la Direction Générale
Dirigé par Zinsalo Nicolas D. Stanislasla, elle assure la gestion et de la coordination des activités de la CMPS; à ce titre elle est chargée de,:
- Élaborer le budget, les états financiers, les rapports d'activités, et les soumettre ensuite au Conseil d'Administration pour approbation.
- Assurer la mise en œuvre des décisions prises par le Conseil d'Administration.
- Être responsable de la gestion budgétaire de la CMPS, en veillant à l'exécution des recettes et des dépenses.
- Effectuer le recrutement, la nomination et le licenciement du personnel conformément aux réglementations en vigueur.
- Représenter la Caisse auprès des tiers, dans les limites des pouvoirs qui lui sont délégués par le Conseil d'Administration.
- Agir au nom de la CMPS dans tous les actes juridiques et devant les tribunaux.
- Prendre les mesures conservatoires nécessaires en cas d'urgence pour assurer le bon fonctionnement de la CMPS, et rendre compte de ces mesures au Conseil d'Administration ultérieurement.
- Présenter des rapports périodiques et un rapport annuel d'activités au Conseil d'Administration et au Ministre responsable de la sécurité sociale.
- Déterminer l'effectif nécessaire pour assurer le bon fonctionnement de la CMPS
- Fixer les salaires, les appointements, les indemnités, les primes et les avantages divers accordés au personnel, conformément aux Conventions Collectives et aux textes réglementaires en vigueur.
- Veiller à l'application rigoureuse des procédures techniques, administratives, financières et comptables

## le Comité de Direction
Le Comité de Direction est un organe consultatif essentiel qui a pour responsabilité d'assister le Directeur Général dans ses fonctions de gestion.

## Siège
Le siège de la Caisse Mutuelle de Prévoyance Sociale (CMPS) se trouve à Cotonou.